# Осиново (Омская область)
Осиново — деревня в Называевском районе Омской области. Входит в состав Большепесчанского сельского поселения.

## История
Основана в 1856 году. В 1928 году состояла из 126 хозяйства, основное население — русские. В административном отношении деревня являлась центром Осиновского сельсовета Называевского района Омского округа Сибирского края.

## Население
| 1926 | 2002 | 2010 |
| ---- | ---- | ---- |
| 642  | ↘79  | ↘37  |

## Улицы
В деревне имеется одна улица — Центральная.